# Israel Zangwill
Israel Zangwill (Londra, 21 gennaio 1864 – Midhurst, 1º agosto 1926) è stato uno scrittore, drammaturgo e umorista inglese.

## Biografia
Israel Zangwill nacque in una famiglia di ebrei russi emigrati, Moses Zangwill e Ellen Hannah Marks Zangwill. I primi studi li compì a Plymouth e a Bristol. All'età di nove anni fu ammesso ad una scuola gratuita per immigrati ebrei (Jews' Free School) di Spitalfields nella zona est di Londra. In questa scuola il giovane Zangwill eccelse ed insegnò anche part-time, fino a diventare insegnante a pieno titolo. Mentre insegnava, studiò per la laurea nel 1884 all'Università di Londra, che conseguì con tripla lode. Dopo aver svolto solidi studi, pubblicò i suoi primi libri, tra cui Il grande mistero di Bow (1891), uno dei primi romanzi ad utilizzare la varietà del mistero della camera chiusa.
L'autore pubblicava il romanzo a puntate su una rivista e scartava, puntata per puntata, le soluzioni proposte dai lettori. Con la pubblicazione, nel 1892, di Racconti del ghetto, la drammatizzazione di un suo racconto, diretta da James A. Herne e interpretata da Blanche Bates, Ada Dwyer e Wilton Lackaye, conobbe il grande successo. L'emancipazione e l'assimilazione degli ebrei, il suffragio femminile, il territorialismo ed il sionismo (inteso come un movimento di liberazione nazionale) erano le fonti da cui attingeva per scrivere.
Zangwill fu un personaggio di spicco nella Londra di fine Ottocento, distinguendosi non solo per l'attività letteraria, ma anche per l'incessante impegno a favore della causa sionista: fu infatti leader e membro dell'Organizzazione sionista, che lasciò nel 1905 per fondare l'Organizzazione territorialista ebraica, avente l'obiettivo di creare uno stato ebraico al di fuori della Palestina.

### Opere letterarie
- Il grande mistero di Bow, 1891 (titolo originale The Big Bow Mystery)
- Racconti del ghetto, 1892 (titolo originale Children of the Ghetto)
- Il re degli Schnorrer, 1894 (titolo originale The King of Schnorrers)

### Opere teatrali
- Il crogiuolo, 1908 (titolo originale The Melting Pot)

### Opere critiche

#### Paradoxes of Time Travel
Il 7 settembre 1895, poco dopo la pubblicazione de La macchina del tempo, Israel Zangwill pubblicò l'articolo Paradoxes of Time Travel (dalla colonna regolare “Without Prejudice”, Pall Mall Magazine 7, pp. 153-155, colonna pp. 151-160) nella quale affermava di come gli scrittori sono alla costante ricerca di prospettare il futuro, con innumerevoli tentativi e infiniti romanzi pubblicati sul tema. Negli scritti sul tema, a volte il futuro è grigio con prospettive evolutive e con le previsioni di un uomo post-storico, calvo, sdentato e caduto nella sua seconda infanzia, mentre a volte è allegro e positivo, con ingenui scorci di una rinnovata età d'oro del socialismo e del sentimentalismo.

## Cinema
Alcuni dei suoi lavori vennero adattati per una dozzina di pellicole fin dal 1915, quando un suo lavoro teatrale diventò film con il titolo Children of the Ghetto, diretto da Frank Powell. 

### Filmografia
La filmografia è completa
- Children of the Ghetto, regia di Frank Powell - lavoro teatrale (1915)
- The Melting Pot di Oliver D. Bailey e James Vincent - romanzo e lavoro teatrale (1915)
- Merely Mary Ann di John G. Adolfi - lavoro teatrale (1916)
- The Moment Before di Robert G. Vignola - lavoro teatrale (1916)
- Nurse Marjorie di William Desmond Taylor - lavoro teatrale (1920)
- Merely Mary Ann di Edward LeSaint - lavoro teatrale (1920)
- The Bachelor's Club di A.V. Bramble - sceneggiatura (1921)
- We Moderns di John Francis Dillon - lavoro teatrale We Moderns (1925)
- The Perfect Crime di Bert Glennon - dal romanzo The Big Bow Mystery (1928)
- La casetta sulla spiaggia (Merely Mary Ann) di Henry King - lavoro teatrale (1931)
- The Crime Doctor di John S. Robertson - da The Big Bow Mystery (1934)
- La morte viene da Scotland Yard (The Verdict) di Don Siegel - dal romanzo The Big Bow Mystery (1946)